# Mack Ede
Mack Ede (Brünn, 1821. június 2. – Bécs, 1884. június 22.) író, lapszerkesztő, főreáliskolai tanár.

## Élete
Négy évig orvosnövendék volt Bécsben, ezután háromig a császári és királyi József-akadémia vegyműhelyében dolgozott, egy évig a bécsi közkórház patológiai vegyműhelyében volt asszisztens. Három évig és kilenc hónapig egy gyárnak volt kémikusa, s végül bécsi magánnevelő-intézeteknél tanítóskodott. Elvégezte az állami távíró kurzust is. 1850. december 2-tól 1868. július 31-én bekövetkezett elbocsáttatásáig a pozsonyi főreáliskolánál a kémia tanára volt. Ekkor Bécsbe ment, és ott a városi főreáliskolában szintén a kémia tanára lett; tagja volt a felső-ausztriai iparegyesületnek, a koronás arany érdemkereszt tulajdonosa és igazgató-tanácsosa az I. osztrák-magyar hivatalnok-egyletnek.
Értekezései a pozsonyi főreáliskola Programmjában (1851. Über Schwefelsäuerfabrikation besonders aus Schwefelkies, 1855. Chemisch-technische Notizen); német kémiai cikkeket írt a pozsonyi Verhandlungen für Naturkunde és a Correspondenz für Naturkunde zu Pressburg c. folyóiratokba (1855-66.)

## Munkája
- Lehrbuch der Chemie für Realschulen mit besonderer Berücksichtigung der Anwendung derselben auf die Gewerbe I. Theil. Unorganische Chemie. Pressburg, 1853.

Szerkesztette a Mittheilungen des Vereins für Naturkunde zu Pressburg VIII. évfolyamát 1864-65-ben.

## Külső hivatkozások
- Családja